# Sofien Chahed
Sofien Chahed (* 22. November 1989 in Hannover) ist ein ehemaliger deutsch-tunesischer Fußballspieler. Der Sohn eines Tunesiers und einer Deutschen besitzt beide Staatsangehörigkeiten.

## Karriere
Bereits als Vierjähriger begann er das Fußballspielen beim TSV Isernhagen. Nach einer Station beim TuS Altwarmbüchen wechselte er zum 1. Januar 2005 zur Jugendmannschaft von Hannover 96. Zur Saison 2008/09 wechselte er in die Regionalligamannschaft. In der Saison 2009/10 stand er im Kader der Bundesligamannschaft. Er hatte einen Profivertrag bis 2011. Bei den Roten kam er aber nur in der zweiten Mannschaft in der viertklassigen Regionalliga Nord zum Einsatz. 2010 wechselte er zu Holstein Kiel, die ebenfalls in der Regionalliga Nord spielten. Zwei Jahre später wechselte er in die Regionalliga West zu den Sportfreunden Lotte. Bereits ein Jahr später wurde er mit den Sportfreunden Lotte Meister der Regionalliga West, scheiterte aber mit seiner Mannschaft in den anschließenden Aufstiegsspielen zur 3. Liga an RB Leipzig. Anschließend spielte er noch ein Jahr für Lotte in der Regionalliga West, die diesmal auf dem zweiten Tabellenplatz abgeschlossen wurde. 2014 wechselte er zum Drittligisten VfL Osnabrück. Dort gab er am 26. Juli 2014 (1. Spieltag) sein Profidebüt, als er bei der 1:3-Heimniederlage gegen Energie Cottbus in der Startformation stand. Zur Saison 2016/17 gab der Berliner AK 07 die Verpflichtung Chaheds bekannt. Ein Jahr später wechselte er zum Regionalligisten VfV 06 Hildesheim.
Er wird oft mit Sofian Chahed verwechselt, da sie fast die gleichen Namen haben und für einige Zeit im gleichen Verein spielten.